# Bleesbruck
Bleesbruck (lb. Bleesbréck, niem. Bleesbrück) – mała miejscowość (lieu-dit) w środkowym Luksemburgu, w kantonie Diekirch, w gminie Bettendorf. Do 3 października 2015 miejscowość leżała w dystrykcie Diekirch. Leży nad rzekami Blees oraz Sûre.